# B-VISION
B-VISION（ビー・ビジョン）とは、かつて存在したビーインググループの映像ソフト制作会社で、現在は親会社であるB ZONEに吸収合併。

## 概要
- 1993年11月に長戸大幸の休養に伴い、ビーイングの映像管理部門を分社化して設立される。
- 1998年3月にテレビ朝日で1997年に放送されたドラマ『ガラスの仮面』のビデオ発売を皮切りに、ビーイング系アーティストの映像作品及び『名探偵コナン』などタイアップ関連作品を発売するレーベルとして始動する事となる。
- 現在は2007年に親会社であるビーイングに吸収合併され、発売・販売元がBeing名義となっている。
- ビーイングの吸収によりビーイング系アーティストは個々のレーベルで映像作品を発売するようになった。

## 主な発売作品
- B'z
  - "BUZZ!!" THE MOVIE（VHS/LD 1996年1月1日、DVD 2001年3月14日）
  - The true meaning of "Brotherhood"?（VHS 1999年12月8日、DVD 2001年3月14日）
  - once upon a time in 横浜 〜B'z LIVE GYM'99 "Brotherhood"〜（VHS 2000年8月2日、DVD 2001年3月14日DVD）
  - a BEAUTIFUL REEL. B'z LIVE-GYM 2002 GREEN 〜GO★FIGHT★WIN〜（VHS/DVD 2002年11月27日）
  - Typhoon No.15 〜B'z LIVE-GYM The Final Pleasure "IT'S SHOWTIME!!" in 渚園〜（VHS/DVD 2004年2月25日）
  - B'z LIVE-GYM 2006 "MONSTER'S GARAGE"（DVD 2006年12月20日）

- 稲葉浩志
  - LIVE 2004 〜en〜（VHS/DVD 2004年12月22日）

- TMG
  - Dodge The Bullet（VHS/DVD 2004年12月15日）

- ZARD
  - What a beautiful moment　2005年6月8日
  - ZARD Le Portfolio 1991-2006　2006年10月25日

- 倉木麻衣
  - 「FIRST CUT」（BMBD-7001、2000年11月8日）
  - 「Mai Kuraki & Experience First Live 2001 in Zepp Osaka」（BMVR-7002、2001年9月19日）
  - 「Mai Kuraki & Experience First Live Tour 2001 ETERNAL MOMENT」（BMBD-7003、2001年11月21日）
  - 「Mai Kuraki “Loving You…” Tour 2002 Complete Edition」（BMBR-7006・BMBR-7007、2002年5月15日）
  - 「My Reflection」（ONBD-7031・ONBD-7032、2004年1月7日）
  - 「Mai Kuraki 5th Anniversary Edition Grow, Step by Step」（ONBD-7046.7047、2005年01月05日）

- 愛内里菜
  - 「里菜♡祭り」関連のDVD